# シブヤ大学
シブヤ大学（シブヤだいがく、英称：Shibuya University Network）は、生涯教育プログラムを提供する日本の特定非営利活動法人（NPO法人）。正式名称は、特定非営利活動法人シブヤ大学。

## 概要
渋谷を拠点に一般向けに公開講座を提供するプロジェクト。大学を名乗っているが、学校教育法下の学校法人・大学ではない。特定の校舎を持たず、渋谷区内のお店や公共施設などを教室として無料で授業を提供。運営はボランティアで行っている。2006年に設立。2007年にグッドデザイン賞（新領域デザイン部門）受賞。

### 関係者
- 代表者：左京泰明[2]
- 発起人：長谷部健（当時：渋谷区議会議員[3]・NPO法人グリーンバード代表）
- 学長：大澤悠季（2020年〜）

## 沿革
- 長谷部健が立案
- 左京泰明（当時：グリーンバード副代表）[4]が引き継ぐ
- 2005年秋、渋谷区長・桑原敏武への提案が認可される[5]
- 2006年9月、公開講座実施開始
- 2007年、グッドデザイン賞（新領域デザイン部門）受賞[1]。ゼミ第一号「映画音声解説ゼミ」がスタート。
- 2008年、姉妹校第一号「京都カラスマ大学」の開校。
- 2009年、原宿表参道キャンパス・恵比寿キャンパスのスタート。
- 2010年、企業とのコラボレーション「学科」のスタート。パルコ 『アクロス』 編集部と連携した「「定点観測学科」シブヤカルチャー大調査2010!～渋谷の今を切り取ろう～」など実施[6]。
- 2011年、第一回「恵比寿文化祭」の開催。
- 2012年、被災シミュレーション訓練「Shibuya Camp」スタート。
- 2014年、「渋谷ズンチャカ！」スタート。
- 2017年、韓国・オサン市との包括連携協定の締結し、「烏山百年市民大学」設立。
- 2020年4月、2代目学長に大澤悠季が就任[7]

## 主な授業・イベント
- パルコ・アクロス編集部定点観測学科「渋谷カルチャー大調査2010」（2010年8月〜12月・先生：加藤文俊）[8]
- 恵比寿文化祭『Sing!恵比寿』（2012年〜・恵比寿ガーデンプレイス）[9]
- フューチャセッション「シブヤで”自分ごと”の未来をはじめよう」（2012年9月〜11月・渋谷ヒカリエ・先生：野村恭彦）[10]
- SHIBUYA CAMP～代々木公園に泊まって、本気の避難訓練をしよう～（2012年〜・代々木公園）[11]
- 西武百貨店「Think College」（2012年11月〜2013年・シブヤ西武）[12]
- 東京都公園協会「SHIBUYA CAMP 2013」（2013年11月・代々木公園）[13]
- ヤマハミュージックジャパン『渋谷ズンチャカ！』（2014年〜・宮下公園、ハチ公前広場・渋谷センター街ほか）
- 『シブヤガワ映画祭』（2016年・クオーツギャラリー）[14]

## 主なサークル活動
- よのなかゼミ
- 週末アジア旅倶楽部
- Sing！恵比寿
- 世界を食べるゼミ
- 写真部
- ビール醸造ゼミ（アサヒビールとのコラボレーション）
- etuca.部（リクルートのエルーカとコラボレーション）
- キャンパスMAPつくり隊！
- しごと課

## 書籍
- シブヤミライ手帖（2005年・木楽舎）ハセベケン・著[15]
- シブヤ大学の教科書（2007年・講談社）シブヤ大学[16]

## 姉妹校
- 京都カラスマ大学（2008年10月開校）
- 大ナゴヤ大学（2009年9月開校）
- 札幌オオドオリ大学（2010年2月開校）
- ひろしまジン大学（2010年5月開校）
- 福岡テンジン大学（2010年9月開校）
- 東京にしがわ大学（2010年10月開校）
- 琉球ニライ大学（2010年11月開校）
- サクラ島大学（2011年7月開校）